# Abdel-Rahim Shehata
Abdel-Rahim Shehata (arabisch عبد الرحيم شحاتة, DMG ʿAbd ar-Raḥīm Šiḥāta; * 1940) ist ein ägyptischer Politiker.

## Leben
Abdel-Rahim Shehata studierte bis 1964 Master of Science an der Universität Kairo, wurde 1967 zum Doktor der Landwirtschaft an der University of Minnesota promoviert und forschte anschließend in Ägypten. Abdel Rahim Shehata war vom 9. Juli 2004 bis 29. Januar 2011 im Kabinett Nazif Staatsminister für regionale Entwicklung.